# 孢杆菌属
孢杆菌属为颤螺旋菌科的一个属。该属的模式种为白蚁孢杆菌（Sporobacter termitidis）。

## 下属物种
- 白蚁孢杆菌 Sporobacter termitidis Grech-Mora et al. 1996